# Verna Hillie
Verna Hillie est une actrice américaine, née le 5 mai 1914 à Hancock (Michigan) et morte le 3 octobre 1997 à Fairfield (Connecticut).

## Biographie
Adolescente, elle participe  à Détroit, dans le Michigan, à un « drame radiophonique » sur la station WWJ. 
Alors que les producteurs de série B sont en quête de nouveaux visages, Verna Hillie est une des nombreuses actrices des années 1930 qui connurent une carrière éphémère.
En 1932, contre ses souhaits, sa mère soumet sa photo à la Paramount pour postuler au rôle de "Panther Woman" dans le film L'Île du docteur Moreau de Erle C. Kenton. Après ce casting, c’est en définitive Kathleen Burke  qui décroche le rôle, mais elle obtient un petit contrat pour Madame Butterfly de Marion Gering.
En 1933, elle épouse Frank Gill, Jr. avec lequel elle aura 2 enfants, mais ils divorcent 2 ans plus tard. Lorsque, cette même année, Hillie contracte la paralysie de Bell, Paramount rompt son contrat, mais elle continue à travailler pour d'autres studios. Elle tourne notamment aux côtés de John Wayne dans Terreur dans la ville et L'Héritage du chercheur d'or en 1934 pour Monogram Pictures.
En 1941, elle joue le rôle d’une artiste  dans Le Dragon récalcitrant, un film qui a pour cadre les studios Walt Disney. Après cette dernière apparition, elle prend sa retraite pour se consacrer à l'éducation de ses enfants.
Le 15 mars 1952,  elle épouse le producteur de télévision Dick Linkroun. Ils resteront mariés pendant 11 ans. Après sa séparation, Hillie travaille dans l'administration des soins de santé pendant plusieurs années. Elle décède en 1997 à Fairfield, dans le Connecticut, d'un accident vasculaire cérébral.

## Filmographie partielle
- 1932 : Madame Butterfly de Marion Gering
- 1933 : Man of the Forest de Henry Hathaway
- 1933 : La Soupe au canard (Duck Soup) de Leo McCarey
- 1934 : Search for Beauty d'Erle C. Kenton
- 1934 : Poker Party de Leo McCarey
- 1934 : The House of Mystery (en) de William Nigh
- 1934 : Terreur dans la ville (The Star Packer) de Robert N. Bradbury
- 1934 : L'Héritage du chercheur d'or (The Trail Beyond) de Robert N. Bradbury
- 1941 : Le Dragon récalcitrant (The Reluctant Dragon) de Hamilton Luske et Alfred L. Werker